# Code Red (album)
Code Red deveti je studijski album njemačkog thrash metal sastava Sodom. Diskografska kuća Drakkar Records objavila ga je 31. svibnja 1999.
Označio je povratak žanru thrash metala i dobio je pozitivne kritike.

## Popis pjesama
Tekstovi i glazba: Tom Angelripper. 
| 1.    | »Intro« (instrumental)   | 0:48 |
| 2.    | »Code Red«               | 3:55 |
| 3.    | »What Hell Can Create«   | 3:32 |
| 4.    | »Tombstone«              | 3:55 |
| 5.    | »Liquidation«            | 2:45 |
| 6.    | »Spiritual Demise«       | 2:51 |
| 7.    | »Warlike Conspiracy«     | 2:50 |
| 8.    | »Cowardice«              | 4:17 |
| 9.    | »The Vice of Killing«    | 4:22 |
| 10.   | »Visual Buggery«         | 3:13 |
| 11.   | »Book Burning«           | 2:34 |
| 12.   | »The Wolf and the Lamb«  | 3:19 |
| 13.   | »Addicted to Abstinence« | 2:06 |
| 40:27 |                          |      |

## Zasluge
| Sodom - Tom Angelripper – vokali, bas-gitara - Bernemann – gitara - Konrad "Bobby" Schottkowski – bubnjevi, udaraljke Dodatni glazbenici - Harris Johns – gitara (na pjesmi "The Wolf and the Lamb"), produkcija, miksanje, snimanje |  | Ostalo osoblje - Axel Hermann – naslovnica - Klaus Arndt – masteriranje - Mike Kolossa – fotografija - Peter Dell – dizajn, omot albuma |